# Biesvaren
Biesvaren (Isoetes; spreek uit 'iso-etes') is een geslacht van primitieve vaatplanten. Deze vormen geen bloemen, vruchten of zaden maar de geslachtelijke vermeerdering vindt plaats door sporen. Het zijn dus sporenplanten, en ze worden in de orde Isoetales geplaatst.
De botanische naam is gevormd uit het Oudgriekse ἴσος, ísos = "gelijk" en ἔτος, étos = "jaar", dus "het gehele jaar gelijk" oftewel altijdgroen. In Nederland komen een tweetal soorten zeer zeldzaam voor in plassen op diluviale zandgronden:
- Kleine biesvaren (Isoetes echinospora)
- Grote biesvaren (Isoetes lacustris)

Het geslacht telt circa 150 soorten, over de gehele aarde verspreid, voorkomend in moerassige gebieden en mangrovebossen. Meestal groeien zij onder water. De plant bezit een knolvormige stam met een merkwaardige diktegroei, dichotoom vertakte wortels en priemvormige bladeren met vele luchtkamers en een basale ligula.
Isoetes is heterospoor: de macrosporofyllen zitten aan de buitenzijde, de microsporofyllen aan de binnenzijde van de stam. De sporangiën (sporendoosjes) zijn door weefselstroken in al dan niet volkomen hokken verdeeld, de sporen komen vrij na verrotting van de wand, de voorkiemen (prothalliën) zijn uiterst klein; de microprothalliën ontwikkelen zich geheel binnen de sporenwand.
Hoewel deze planten zeer primitief lijken, zijn zij pas vanuit het Carboon bekend.

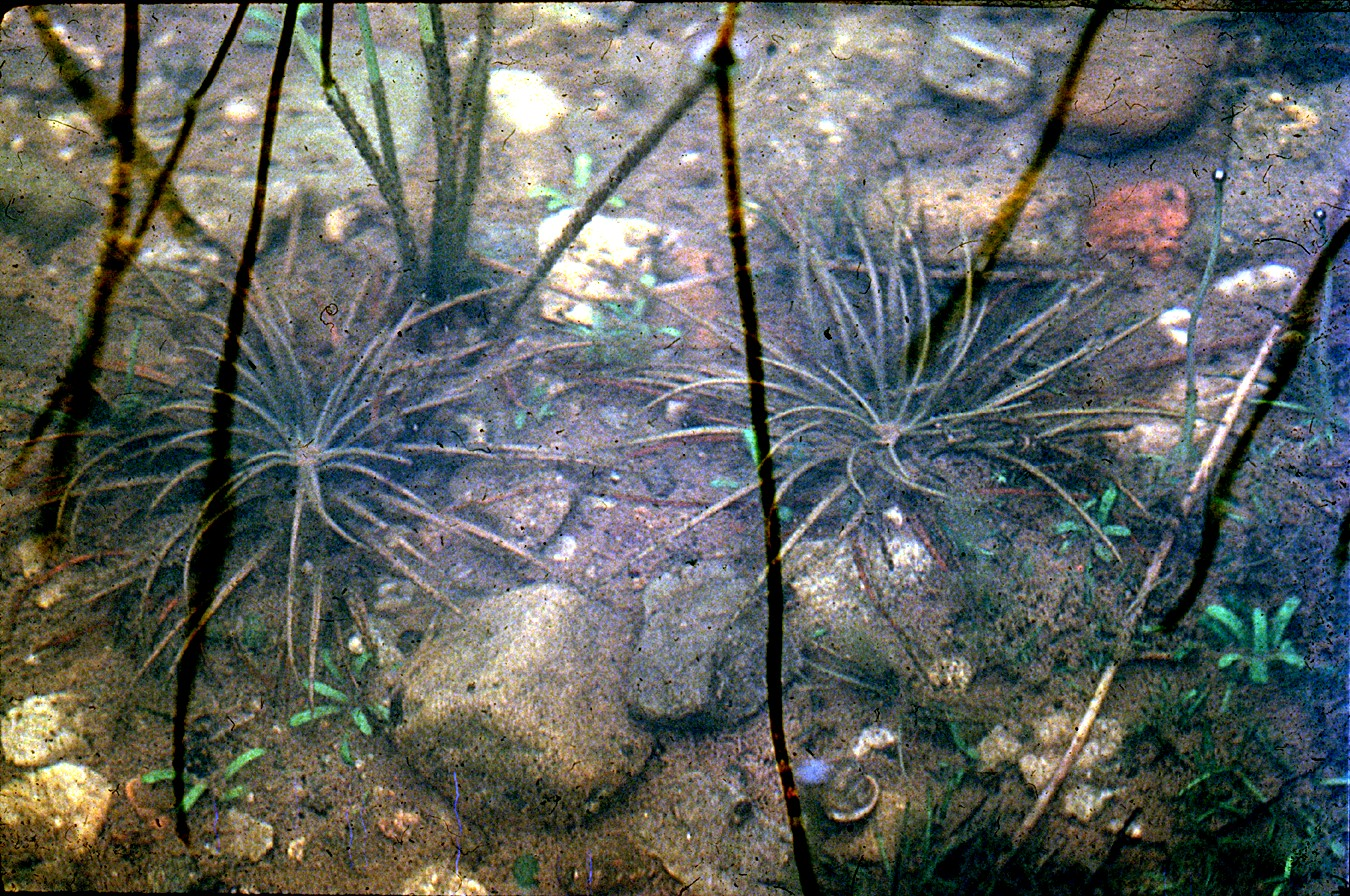
Isoetes lacustris